# Joaquim Andrade
Joaquim Andrade (Travanca, Santa Maria da Feira, 14 de juny de 1945) va ser un ciclista portuguès, que fou professional des del 1965 fins al 1975. Va ser, juntament amb Fernando Mendes, un dels principals rivals de Joaquim Agostinho. Va combinar la carretera amb la pista.
El seu fill Joaquim també s'ha dedicat al ciclisme professional.

## Palmarès en ruta
- 1965
  - Vencedor d'una etapa de la Volta a Portugal
- 1969
  -  Campió de Portugal en muntanya
  - 1r de la Volta a Portugal i vencedor de 2 etapes
- 1970
  -  Campió de Portugal en muntanya
  - Vencedor d'una etapa de la Volta a Portugal
  - Vencedor d'una etapa del Gran Premi Casal
- 1971
  - 1r del Gran Premi Fagor i vencedor de 3 etapes
  - 1r del Gran Premi Nocal i vencedor de 2 etapes
- 1972
  -  Campió de Portugal en muntanya
  - Vencedor d'una etapa del Gran Premi del Midi Libre
- 1974
  - 1r del Gran Premi Couto i vencedor d'una etapa
  - Vencedor d'una etapa de la Volta a Portugal
- 1976
  - Vencedor de 4 etapes de la Volta a Portugal
- 1977
  - Vencedor d'una etapa de la Volta a Portugal
- 1978
  - 1r de la Volta a l'Algarve
- 1981
  - Vencedor d'una etapa del Gran Premi Jornal de Notícias
- 1982
  - Vencedor d'una etapa del Gran Premi Jornal de Notícias

## Palmarès en pista
- 1969
  -  Campió de Portugal en Persecució
- 1972
  -  Campió de Portugal en Persecució
- 1973
  -  Campió de Portugal en Persecució
  -  Campió de Portugal en Persecució per equips

### Resultats al Tour de França
- 1972. Abandona
- 1973. 64è de la classificació general

### Resultats a la Volta a Espanya
- 1974. 26è de la classificació general
- 1976. 24è de la classificació general